# Quinn (Familienname)
Quinn ist ein Familienname aus dem englischsprachigen Raum:

## Namensträger

### A
- Abby Quinn (* 1996), US-amerikanische Schauspielerin
- Aidan Quinn (* 1959), US-amerikanischer Schauspieler
- Aileen Quinn (* 1971), US-amerikanische Musicaldarstellerin und Filmschauspielerin
- Alan Quinn († 2011), schottischer Ingenieur und Posaunist
- Alban Edward Quinn (1924–2010), kanadischer Ordensgeistlicher, Apostolischer Administrator von Sicuani
- Alex Quinn (Rennfahrer) (* 2000), britischer Rennfahrer
- Alexander James Quinn (1932–2013), US-amerikanischer Geistlicher, Weihbischof in Cleveland
- Andrea Quinn (* 1964), englische Dirigentin
- Anthony Quinn (1915–2001), US-amerikanischer Schauspieler
- Arthur Hobson Quinn (1875–1960), US-amerikanischer Literatur- und Theaterwissenschaftler

### B
- Bertha Quinn (1873–1951), englisch-britische Suffragette, Gewerkschafterin und Politikerin
- Bill Quinn (1912–1994), US-amerikanischer Schauspieler
- Bob Quinn (Robert Berrima Quinn; 1915–2008), australischer Australian-Football-Spieler

### C
- Charles Quinn († 2013), US-amerikanischer Journalist
- Chris Quinn (* 1983), US-amerikanischer Basketballspieler
- Clark Quinn (* um 1971), Generalmajor der US Air Force

### D
- Dan Quinn (Eishockeyspieler) (Daniel Peter Quinn; * 1965), kanadischer Eishockeyspieler und Golfer
- Dan Quinn (Footballtrainer) (Daniel Patrick Quinn; * 1970), US-amerikanischer American-Football-Trainer
- Dan W. Quinn (1859–1938), US-amerikanischer Sänger
- Daniel Quinn (1935–2018), US-amerikanischer Schriftsteller
- Danny Quinn (* 1964), italienischer Schauspieler, Regisseur, Drehbuchautor und Produzent
- David Quinn (Illustrator) (* 1959), britischer Vogelillustrator
- David Quinn (Eishockeyspieler) (* 1966), US-amerikanischer Eishockeyspieler und -trainer
- David Quinn (Comicautor), US-amerikanischer Comicautor
- David Beers Quinn (1909–2002), irischer Historiker
- Declan Quinn (* 1957), amerikanischer Kameramann
- Deirdre Quinn (* 1970), US-amerikanische Schauspielerin
- Denise Borino-Quinn (1964–2010), US-amerikanische Schauspielerin

### E
- Ed Quinn (* 1968), US-amerikanischer Schauspieler
- Edel Quinn (Schachspielerin), irische Schachspielerin
- Edel Mary Quinn (1907–1944), irische Missionarin
- Edmond Thomas Quinn (1868–1929), US-amerikanischer Bildhauer und Maler
- Edward Quinn (1920–1997), irischer Fotograf
- Eimear Quinn (* 1972), irische Sängerin
- Ethan Quinn (* 2004), US-amerikanischer Tennisspieler

### F
- Feargal Quinn (* 1936), irischer Politiker
- Fergal Quinn (* 2000), nordirischer Snookerspieler
- Francesco Quinn (1963–2011), US-amerikanischer Schauspieler
- Francis Anthony Quinn (1921–2019), US-amerikanischer Geistlicher, Bischof von Sacramento
- Frank Quinn (* 1946), US-amerikanischer Mathematiker
- Freddy Quinn (* 1931), österreichischer Musiker und Schauspieler

### G
- Ged Quinn (* 1963), britischer Maler
- Geoffrey Anthony Quinn (1925–2008), britischer Stripclubbesitzer und Verleger
- Gerard Quinn (* 1958), irischer Rechtswissenschaftler und Menschenrechtsexperte
- Glenn Quinn (1970–2002), irischer Schauspieler

### H
- Helen Quinn (* 1943), australische Physikerin
- Henry Quinn, Pseudonym von Rainer Zubeil (1956–2004), siehe Thomas Ziegler (Schriftsteller)

### I
- Isaac N. Quinn († 1865), US-amerikanischer Politiker

### J
- J. C. Quinn (John James Quinn; 1940–2004), US-amerikanischer Schauspieler
- Jack Quinn (Baseballspieler) (1883–1946), US-amerikanischer Baseballspieler
- Jack Quinn (Jurist) (* um 1949), US-amerikanischer Jurist
- Jack Quinn (Politiker) (* 1951), US-amerikanischer Politiker
- Jack Quinn (Eishockeyspieler) (* 2001), kanadischer Eishockeyspieler
- Jacqui Quinn-Leandro (* 1965), Kommunikationsexpertin in Antigua
- James Quinn (Bischof) (1819–1881), irisch-australischer Geistlicher und römisch-katholischer Bischof von Brisbane
- James Quinn (Leichtathlet) (1906–2004), US-amerikanischer Leichtathlet
- James Quinn (Produzent) (1919–2008), britischer Filmproduzent und Regisseur
- James Quinn (Schauspieler) (* 1942), US-amerikanischer Schauspieler
- James Quinn (Fußballspieler) (Stephen James Quinn; * 1974), nordirischer Fußballspieler
- James L. Quinn (1875–1960), US-amerikanischer Politiker
- James Peter Quinn (1869–1951), australischer Maler
- Jasmine Camacho-Quinn (* 1996), US-amerikanisch-puerto-ricanische Leichtathletin
- Jennifer Quinn, US-amerikanische Mathematikerin und Hochschullehrerin
- Jimmy Quinn (Fußballspieler, 1878) (James Quinn; 1878–1945), schottischer Fußballspieler
- Jimmy Quinn (Boxer, 1928) (* 1928), britischer Boxer
- Jimmy Quinn (Boxer, II), US-amerikanischer Boxer
- Jimmy Quinn (Fußballspieler, 1947) (James Quinn; 1947–2002), schottischer Fußballspieler
- Jimmy Quinn (Fußballspieler, 1959) (James Martin Quinn; * 1959), nordirischer Fußballspieler und -trainer
- Joanna Quinn (* 1962), britische Animatorin und Werbezeichnerin
- John Quinn (Politiker) (1839–1903), US-amerikanischer Politiker
- John Quinn (Kunstsammler) (1870–1924), irisch-amerikanischer Rechtsanwalt und Kunstsammler
- John Quinn (Schauspieler), Schauspieler
- John Quinn (Autor), irischer Radiomoderator und Autor
- John Quinn (Filmeditor), US-amerikanischer Filmeditor
- John Quinn (Badminton) (* 1971), englischer Badmintonspieler
- John Michael Quinn (* 1945), US-amerikanischer Bischof von Winona
- John Raphael Quinn (1929–2017), US-amerikanischer Geistlicher, römisch-katholischer Erzbischof von San Francisco
- Jonny Quinn, irischer Schlagzeuger, siehe Snow Patrol
- Joseph Quinn (* 1993), britischer Schauspieler
- Joseph G. Quinn, US-amerikanischer Schauspieler, Filmproduzent, Filmregisseur und Drehbuchautor
- Josephine Crawley Quinn (* vor 1986), britische Althistorikerin
- Julia Quinn (* 1970), US-amerikanische Autorin

### K
- Kellen Quinn, US-amerikanischer Filmproduzent
- Kellin Quinn (* 1986), US-amerikanischer Rockmusiker
- Kevin Quinn (* 1997), US-amerikanischer Schauspieler
- Kimberly Quinn (Journalistin) (* 1961), US-amerikanische Journalistin
- Kimberly Quinn (Schauspielerin), US-amerikanische Schauspielerin und Filmproduzentin

### L
- Louise Quinn (* 1990), irische Fußballspielerin
- Lucy Quinn (* 1993), irisch-englische Fußballspielerin

### M
- Madeleine Taylor-Quinn (* 1951), irische Politikerin (Fine Gael)
- Máire Geoghegan-Quinn (* 1950), irische Politikerin
- Marc Quinn (* 1964), britischer Künstler
- Martha Quinn (* 1959), US-amerikanische Schauspielerin, Hörfunkmoderatorin und Fernsehmoderatorin
- Mary Quinn Sullivan (1877–1939), US-amerikanische Kunstlehrerin, Kunstsammlerin und Galeristin
- Mathew Quinn (* 1976), südafrikanischer Sprinter
- Matthew Quinn (1821–1885), irischer Geistlicher und römisch-katholischer Bischof von Bathurst
- Micky Quinn (* 1962), englischer Fußballspieler
- Molly C. Quinn (* 1993), US-amerikanische Schauspielerin

### N
- Niall Quinn (* 1966), irischer Fußballspieler
- Noel Quinn (* 1961), britischer Manager
- Noelle Quinn (* 1985), US-amerikanische Basketballspielerin
- Nolan Quinn (* 1986), Schweizer Jazztrompeter, Komponist und Musikproduzent

### O
- Oisín Quinn (* 1969), irischer Politiker

### P
- Pat Quinn (Fußballspieler) (1936–2020), schottischer Fußballspieler
- Pat Quinn (Eishockeyspieler) (1943–2014), kanadischer Eishockeyspieler und -trainer sowie General Manager
- Pat Quinn (Schauspielerin) (* 1937), US-amerikanische Schauspielerin
- Pat Quinn (Politiker) (* 1948), US-amerikanischer Politiker
- Pat Quinn (Schauspielerin) (* 1937), US-amerikanische Schauspielerin
- Patricia Quinn (Schauspielerin, 1944) (* 1944), nordirische Schauspielerin und Sängerin
- Patrick Quinn (Leichtathlet) (1885–1946), irischer Kugelstoßer und Diskuswerfer
- Patrick Quinn (Rugbyspieler) (1930–1986), englischer Rugby-Union-Spieler
- Patrick Quinn (Schauspieler) (1950–2006), US-amerikanischer Schauspieler
- Patrick Quinn (IRA-Mitglied) (* 1962), Mitglied der IRA, Teilnehmer am Irischen Hungerstreik von 1981
- Patrick Quinn (Rennrodler) (* 1968), US-amerikanischer Rennrodler
- Patrick Quinn (Dartspieler) (* 1992), irischer Dartspieler
- Patrick Quinn (Aktivist) (1983–2020), US-amerikanischer ALS-Aktivist
- Patrick Francis Quinn (1918–1999), US-amerikanischer Literaturwissenschaftler
- Peter Quinn (Bischof) (1928–2008), australischer Geistlicher, Bischof von Bunbury
- Peter A. Quinn (1904–1974), US-amerikanischer Jurist und Politiker

### R
- Ray Quinn (* 1988), britischer Sänger und Schauspieler
- Rebecca Quinn (Radsportlerin) (* 1971), US-amerikanische Radsportlerin
- Rebecca Catherine Quinn (* 1995), kanadische Fußball spielende Person, siehe Quinn (Fußball spielende Person)
- Regina Ammicht Quinn (* 1957), deutsche Theologin und Hochschullehrerin
- Robert Quinn (Footballspieler) (* 1990), US-amerikanischer American-Football-Spieler
- Robert Quinn (Regisseur) (* 1970), irischer Fernsehregisseur
- Robert Berrima Quinn (1915–2008), australischer Australian-Football-Spieler, siehe Bob Quinn
- Robert E. Quinn (1894–1975), US-amerikanischer Jurist und Politiker
- Rocco Quinn (* 1986), schottischer Fußballspieler
- Rodney S. Quinn (1923–2012), US-amerikanischer Soldat und Politiker
- Ruairi Quinn (* 1946), irischer Politiker

### S
- Sarah Joanne Quinn (1965–2003), britische Papyrologin und Koptologin, siehe Sarah Clackson
- Sarah Quinn (Leichtathletin) (* 1998), irische Hürdenläuferin
- Seabury Quinn (1889–1969), US-amerikanischer Schriftsteller
- Sean Quinn (* 2000), US-amerikanischer Radrennfahrer
- Snoozer Quinn (1906–1949), US-amerikanischer Gitarrist
- Stephen Quinn (* 1986), irischer Fußballspieler
- Susan Quinn (* 1953), US-amerikanische Tänzerin und Choreografin

### T
- T. Vincent Quinn (Thomas Vincent Quinn; 1903–1982), US-amerikanischer Jurist und Politiker
- Terence J. Quinn (1836–1878), US-amerikanischer Offizier und Politiker
- Terrance Kevin Quinn, Geburtsname von Terry O’Quinn (* 1952), US-amerikanischer Schauspieler
- Thomas Quinn (Schriftsteller) (* 1951), US-amerikanischer Schriftsteller
- Thomas Quinn Curtiss (1915–2000), US-amerikanischer Film- und Theaterkritiker

### W
- William Quinn (Schauspieler) (1884–1965), kanadischer Schauspieler
- William Quinn (Biologe)
- William F. Quinn (1919–2006), US-amerikanischer Politiker, Gouverneur von Hawaii
- William W. Quinn (1907–2000), US-amerikanischer Generalleutnant

### Z
- Zoë Quinn (* 1987), US-amerikanische Person, die Spiele entwickelt und schriftstellerisch tätig ist